# Damien Simon
Damien Simon (1971) is een Frans organist en muziekpedagoog.

## Levensloop
Simon studeerde orgel aan het Conservatorium van Straatsburg bij André Stricker en vervolgens aan het Conservatorium van Lyon onder Jean Boyer. Hij eindigde daar zijn studies met een Eerste prijs. Hij ging zich daarnaast tijdens verschillende zomeracademies volmaken bij Michel Chapuis.
Naast orgel studeerde hij ook klavecimbel en oude muziek bij Aline Zylberajch en Martin Gester in het Conservatorium van Straatsburg, bekroond met een Gouden medaille in 1996.
Hij heeft aan de Université des Sciences Humaines in Straatsburg een licentiaat en vervolgens een maîtrise in de muziekwetenschappen behaald.
Simon heeft prijzen gewonnen in verschillende orgelwedstrijden:
- 1991: Prix de l'Académie Internationale de Musique du Comminges
- 1995: laureaat internationaal orgelconcours Zwitserland
- 1997: Eerste prijs voor virtuositeit in het Concours International d'Orgue de Lorraine
- 1997: Tweede prijs in de internationale orgelwedstrijd in Brugge, in het kader van het Festival Musica Antiqua.

Hij werd docent orgel aan het Conservatorium van Rennes. Tevens werd hij titularis van het orgel in de Sint-Pauluskerk in Straatsburg en leider van het koor "Variations". In de kathedraal van Straatsburg werd hij co-titularis van het groot orgel. Hij bespeelt ook het orgel van de Eglise Saint-Louis in Straatsburg-Robertsau en van de Protestantse orgelschool in Straatsburg. 

## Discografie
- Gustav Adolf Merkel: Sonates pour orgue, 1998, Editions sonores SPM
- Sentiers baroques, recital op het orgel Antoine Bois in Kolbsheim, werk van Bach en Couperin, 2001, Studio ADM SON.
- Concert à St. Paul, recital op twee orgels, samen met Jérôme Mondésert, 2002, Studio ADM SON.

## Compositie
- Variations sur le thème 'Il est né le divin enfant'. (uitg. Union Saint Cécile).